# Apakuki Nanovo
Ratu Apakuki Tuisue Nanovo OBE (falecido em 1977) foi um chefe e político de Fiji. Ele serviu como membro do Senado entre 1970 e 1977.

## Biografia
Originário de Kadavu, Nanovo trabalhou como funcionário público. Ele tornou-se um membro do Grande Conselho de Chefes em 1938.
Durante a Segunda Guerra Mundial, Nanovo serviu em campanhas nas Ilhas Bougainville e nas Ilhas Salomão como parte da Fiji Docks Company. Mais tarde, ele serviu como Roko Tui de Kadavu. Ele aposentou-se do serviço público em 1960, mas voltou em 1965, servindo até 1970.
Em 1970 foi um dos indicados ao novo Senado pelo Grande Conselho de Chefes. Ele foi premiado com a OBE nas honras de Ano Novo de 1975 e serviu na Câmara alta até à sua morte em 1977. O seu filho Sela mais tarde também serviu no Senado.